# Съезд фракций в Айове
Съезд фракций в Айове (англ. Iowa caucus) — первый этап голосования в ходе президентских выборов в США, когда делегаты и активисты от двух ведущих партий страны (Демократическая партия США и Республиканская партия США) выдвигают наиболее вероятных кандидатов в президенты страны. С 1972 года результаты голосования в Айове, как правило, задают тон всей дальнейшей избирательной кампании. За ними следующие по своему значению — предварительные выборы в Нью-Гемпшире, которые в 2008 году состоялись 8 января. В ходе фракционных голосований 3 января 2008 года кандидаты показали следующие результаты: Демократы получили 57 делегатов, а республиканцы 40.

## 2008

### От Демократов
- Барак Обама 38 %
- Джон Эдвардс 30 %
- Хиллари Клинтон 29 %
- Билл Ричардсон 2 %

### От Республиканцев
- Майк Хакаби 34 %
- Митт Ромни 25 %
- Фред Томсон 13 %
- Джон МакКейн 13 %
- Рон Пол 10 %
- Руди Джулиани 4 %